# Hennef (Sieg)
Hennef is een stad en gemeente in de Duitse deelstaat Noordrijn-Westfalen, gelegen in de Rhein-Sieg-Kreis. De gemeente telt 47.544 inwoners (31 december 2020) op een oppervlakte van 105,89 km².

## Plaatsen
De stad omvat meer dan 90 plaatsen:
| - Adscheid - Ahrenbach - Allner - Altenbödingen - Altglück - Auel - Beiert - Berg - Blankenbach - Blocksberg - Bödingen - Bröl - Bülgenauel - Büllesbach - Büllesfeld - Burghof - Dahlhausen - Dambroich - Darscheid - Depensiefen - Derenbach - Dondorf - Dürresbach - Edgoven | - Eichholz - Eulenberg - Fernegierscheid - Geistingen (Hennef) - Greuelsiefen - Hahnenhardt - Halberg - Halmshanf - Hanf - Happerschoß - Haus Oelgarten - Heckelsberg - Heisterschoß - Hennef-Zentrum - Hermesmühle - Hofen - Hommerich - Hossenberg - Hove - Hüchel - Hülscheid - Issertshof - Käsberg - Kningelthal | - Knippgierscheid - Köschbusch - Kraheck - Kümpel - Kurenbach - Kurscheid - Lanzenbach - Lauthausen - Lescheid - Lichtenberg - Liesberg - Löbach - Lückert - Meisenbach - Michelshohn - Mittelscheid - Müschmühle - Niederhalberg - Oberauel - Oberhalberg - Petershohn - Raveneck - Ravenstein - Rott | - Röttgen - Rütsch - Söven - Sommershof - Süchterscheid - Schächer - Scheuren - Scheurenmühle - Stadt Blankenberg - Stein - Stoßdorf - Striefen - Theishohn - Uckerath - Wasserheß - Warth - Weingartsgasse - Weldergoven - Wellesberg - Westerhausen - Wiederschall - Wiersberg - Wippenhohn - Zumhof |

## Geboren
- Hermann Mosler (1912-2001), rechter

## Afbeeldingen

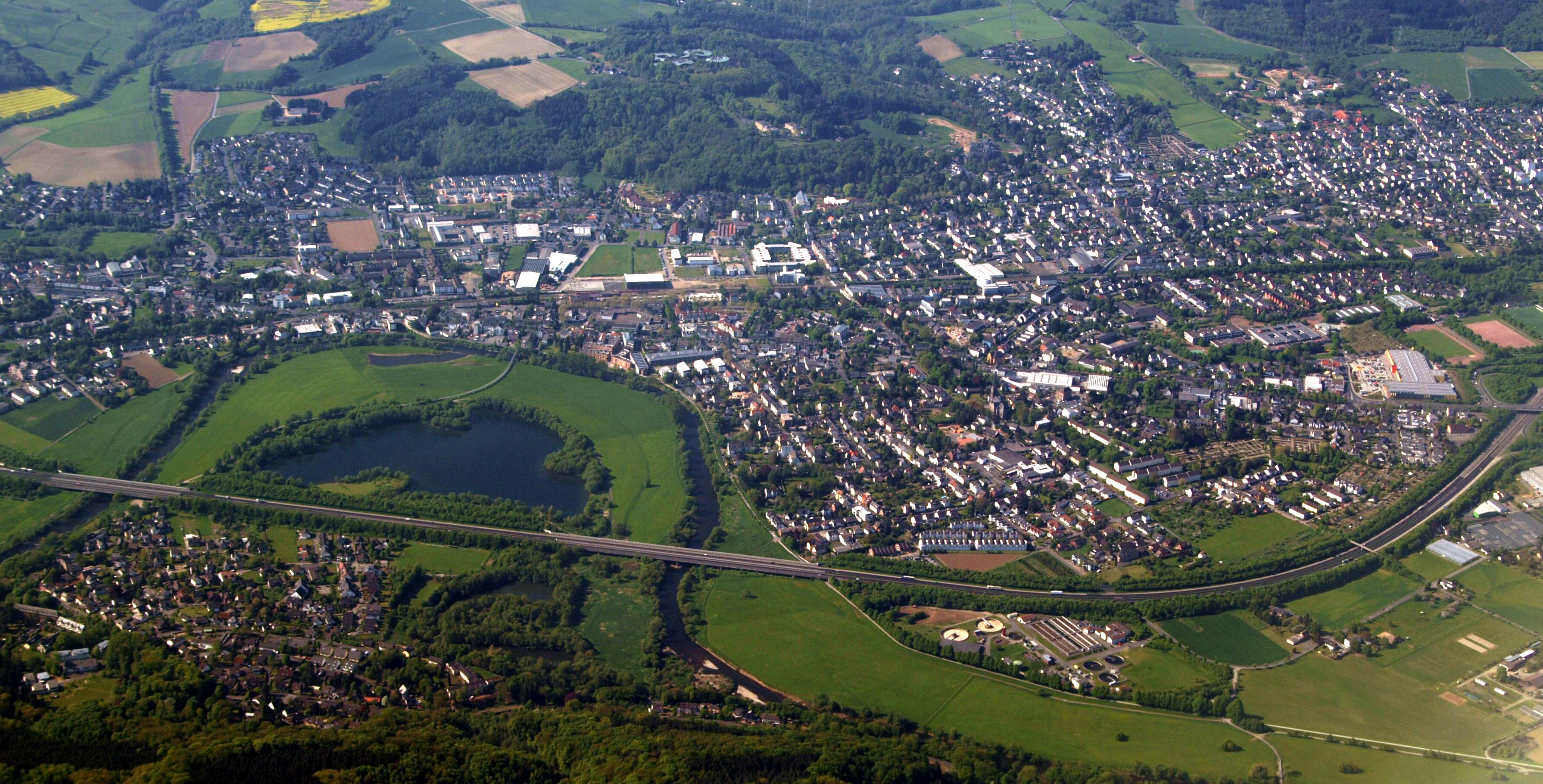
Gezicht op Hennef
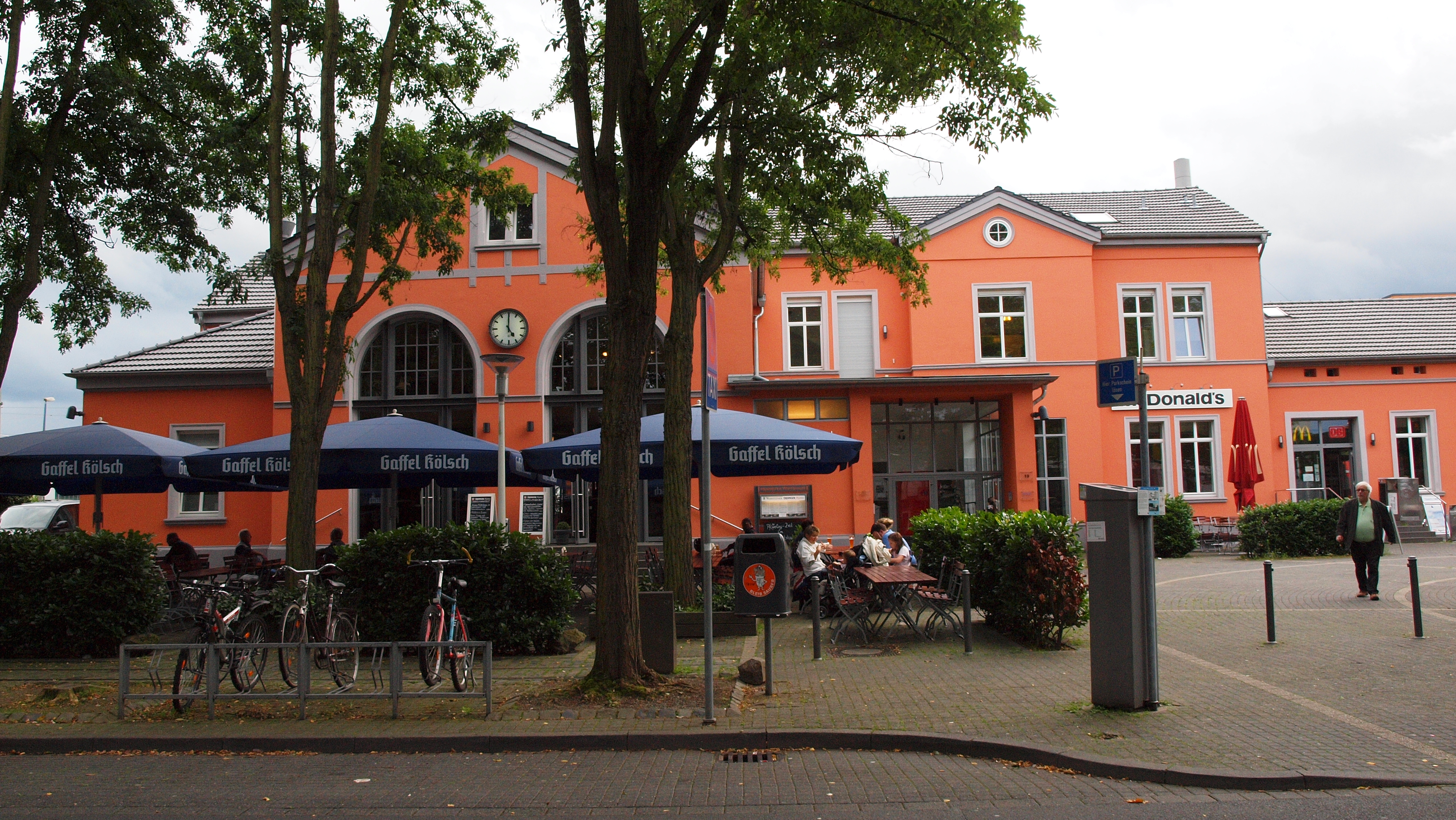
Station
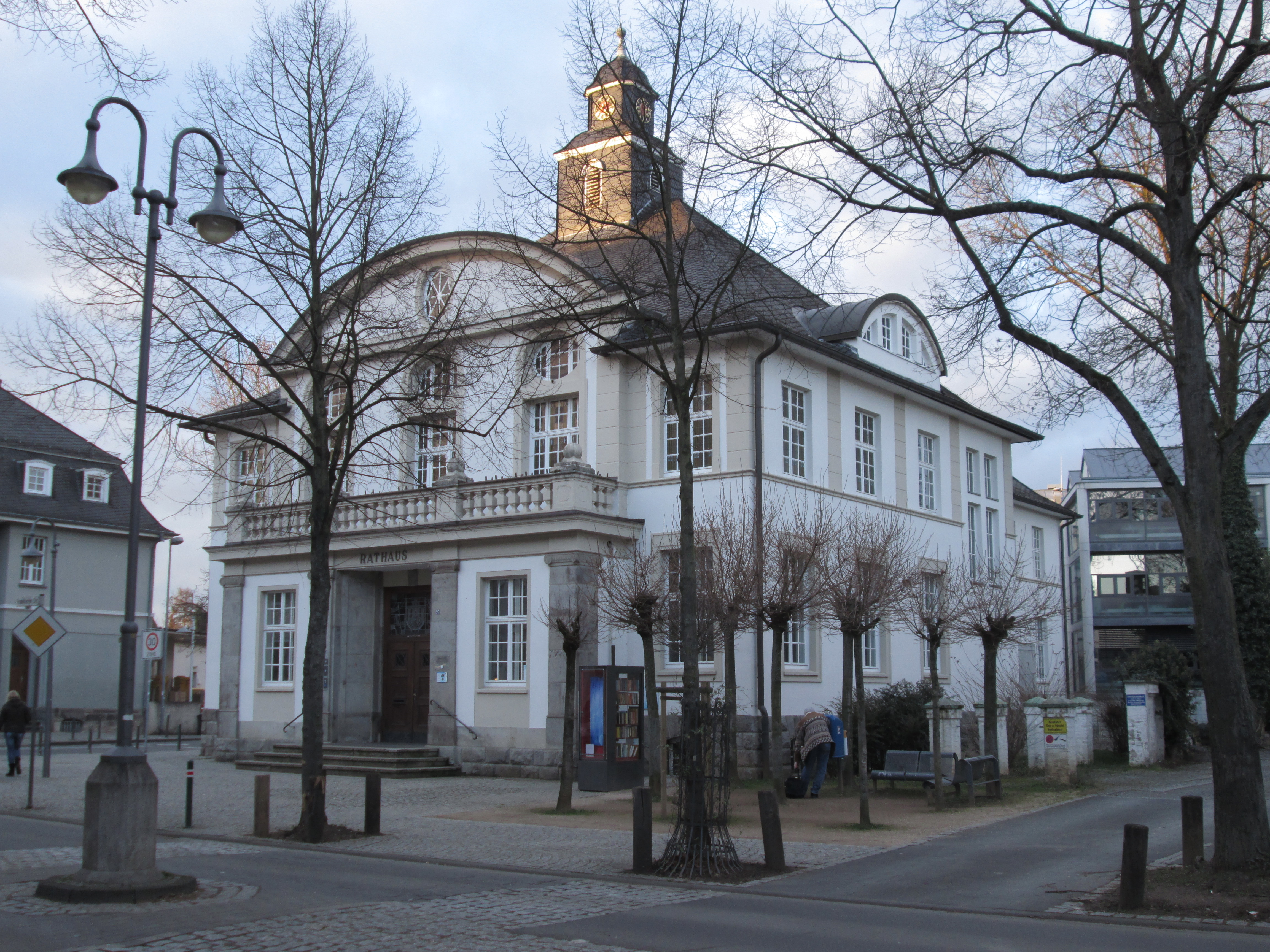
Oude raadhuis

Alfter · Bad Honnef · Bornheim · Eitorf · Hennef · Königswinter · Lohmar · Meckenheim · Much · Neunkirchen-Seelscheid · Niederkassel · Rheinbach · Ruppichteroth · Sankt Augustin · Siegburg · Swisttal · Troisdorf · Wachtberg · Windeck